# Mehmet Günsür
Mehmet Günsür (Fatih, 8 de maig de 1975) és un model, actor i productor turc.

## Primers anys de vida
Günsür va néixer el 1975 com el segon fill d'una família d'ascendència tàtara. La seva mare, Sibel, era professora, mentre que el seu pare, Teoman, era enginyer industrial. La seva germana gran Zeynep Günsür Yüceil, que és coreògrafa de ballet modern, també és professora.

## Carrera
Va començar la seva carrera com a actor als set anys, tot apareixent en anuncis publicitaris. Als 14 anys, va aparèixer a les sèries d'Okan Uysaler Geçmiş Bahar Mimozaları on va actuar amb actors com Rutkay Aziz, Filiz Akın i Müşfik Kenter. Després de graduar-se del liceu italià d'Istambul, va entrar a la Facultat de Comunicació de la Universitat de Màrmara, de la qual es va graduar amb honors. Günsür va fer concerts amb un grup de música i va dirigir un restaurant durant quatre anys. Amb l'ajuda d'un amic, va fer una audició per a un paper a la pel·lícula Hamam, dirigida per Ferzan Özpetek, per la qual va ser acceptat. Després d'aquesta pel·lícula, va decidir dedicar-se a la interpretació.
Günsür es va casar el 17 de juliol de 2006 amb la documentalista italiana Caterina Mongio, qui va conèixer el 2004 i amb qui té tres fills.

## Filmografia
| Pel·lícules         | Pel·lícules                    | Pel·lícules      | Pel·lícules |
| Any                 | Títol                          | Paper            | Notes       |
| ------------------- | ------------------------------ | ---------------- | ----------- |
| 1997                | Hamam                          | Mehmet           |             |
| 1999                | Hayal Kurma Oyunları           | Futbolcu         |             |
| 2001                | Tommaso                        | Giovanni         | Telefilm    |
| 2001                | Giuda                          | Giovanni         | Telefilm    |
| 2002                | İtalyan                        | Giorgio          |             |
| 2003                | Il papa buono                  | Don Paolo        | Telefilm    |
| 2003                | O Şimdi Asker                  | Nihat Denizer    |             |
| 2004                | Hayal Kurma Oyunları           | Futbolcu         |             |
| 2005                | Anlat İstanbul                 | Rıfkı            |             |
| 2007                | Fall Down Dead                 | Stefan Kerchek   |             |
| 2008                | Se chiudi gli occhi            |                  |             |
| 2010                | Ses                            | Onur             |             |
| 2010                | Matrimoni e altri disastri     | Andrea           |             |
| 2011                | Aşk Tesadüfleri Sever          | Özgür Turgut     |             |
| 2014                | Unutursam Fısılda              | Tarık Ertuğrul   |             |
| 2017                | İstanbul Kırmızısı             | Yusuf            |             |
| 2017                | Martıların Efendisi            | Şenol            |             |
| 2020                | Figli                          | Tipo Sempatico   |             |
| Sèries web          |                                |                  |             |
| Any                 | Títol                          | Paper            | Notes       |
| 2017–2018           | Fi                             | Deniz Sarızeybek |             |
| 2018                | Kanaga                         | Mardin Tamay     |             |
| 2019–2021           | Atiye                          | Erhan            |             |
| 2022                | Devils                         | Araba Sheikh     |             |
| Sèries de televisió |                                |                  |             |
| Any                 | Títol                          | Paper            | Notes       |
| 1989                | Geçmiş Bahar Mimozaları        | Sabih            |             |
| 1989                | Cahide                         |                  |             |
| 1999                | Sır Dosyası                    | Ayhan İnce       |             |
| 2001                | Don Matteo                     |                  |             |
| 2002                | Le ragioni del cuore           |                  |             |
| 2003                | Pilli Bebek                    | Tarık            |             |
| 2004                | Kasırga İnsanları              | Sinan            |             |
| 2005–2006           | Beyaz Gelincik                 | Mustafa Aslanbaş |             |
| 2007–2008           | Bıçak Sırtı                    | Mehmet Ertuğrul  |             |
| 2011                | Saigon, l'été de nos 20 ans    | Spaghetti        |             |
| 2012–2014           | Muhteşem Yüzyıl                | Şehzade Mustafa  |             |
| 2021                | La Compagnia del Cigno         | Teoman Kaya      |             |
| 2022                | Lea - Un nuovo giorno          | Arturo Minerva   |             |
| Curtmetratges       |                                |                  |             |
| Any                 | Títol                          | Paper            | Notes       |
| 2003                | Stregeria                      |                  |             |
| 2004                | Non ci sarebbe niente da fare! |                  |             |
| 2011                | Master Plan                    | Mr. M            |             |